# Cassadaga (Album)
Cassadaga ist ein Album der Band Bright Eyes. Es wurde im April 2007 veröffentlicht.

## Albumtitel
Das Album ist nach dem Ort Cassadaga in Florida benannt. Der kleine Ort ist ein Zentrum für Spiritismus (dem Glauben an Kontakt mit Geistern von Toten).

## Aufnahme und Artwork
Aufgenommen wurde das Album im Laufe des Jahres 2006 in den Presto! Studios in Lincoln, Nebraska sowie in weiteren Studios in New York City und Portland. Produzent war wie schon bei vielen Bright Eyes Alben zuvor Mike Mogis, der seit 2005 sogar als festes Bandmitglied geführt wird.
Das Artwork ist von Zack Nipper. Es enthält versteckte Sprichwörter in verschiedenen Sprachen (unter anderem englisch, russisch, griechisch und portugiesisch), die mithilfe eines Decoders sichtbar gemacht werden können. Für das Artwork gab es 2008 den Grammy Award in der Kategorie Best Recording Package.

## Charts
Das Album stieg auf Platz 4 in den Billboard 200 ein – die bis dato beste Chartplatzierung eines Bright-Eyes-Albums. In der ersten Woche erreichte es in den USA 58.000 Verkäufe.
Auch in anderen Ländern erreichte das Album in den Albumcharts vordere Platzierungen (vergleiche Chartbox).

## Rezeption
Cassadaga wurde von den Kritikern überwiegend positiv aufgenommen. So erhielt es bei laut.de vier von fünf Punkten. Der englische Rolling Stone vergab ebenfalls vier von fünf Punkte und listete das Album später auf Platz 12 der besten Alben des Jahres 2007 des Rolling Stone.
Weitere Kritikerurteile sind zum Beispiel eine 6 von 10 bei Pitchfork Media oder vier von fünf Punkten bei Allmusic.
In der deutschen Musikzeitschrift Visions erhält Cassadaga im Schnitt aus zehn Bewertungen die Note 8 von 12. Dennis Plauk schreibt jedoch in seiner Rezension: Conor [Oberst] bleibt Spielraum nach oben. Gegenüber „Wide Awake…“ ist „Cassadaga“ das schlechtere Album […].

## Titelliste
(Alle Songs geschrieben von Conor Oberst wenn nicht anders angegeben.)
1. Clairaudients (Kill or Be Killed) – 6:08
2. Four Winds – 4:16
3. If the Brakeman Turns My Way (Conor Oberst und Jason Boesel) – 4:53
4. Hot Knives – 4:13
5. Make a Plan to Love Me – 4:14
6. Soul Singer in a Session Band – 4:14
7. Classic Cars – 4:19
8. Middleman – 4:49
9. Cleanse Song – 3:28
10. No One Would Riot for Less – 5:12
11. Coat Check Dream Song (Conor Oberst und Nate Walcott) – 4:10
12. I Must Belong Somewhere – 6:19
13. Lime Tree – 5:53

Die Songs Four Winds (als EP) und Hot Knives / If The Brakeman Turns My Way (beide auf einer Single) wurden aus dem Album ausgekoppelt.

## Beteiligte Musiker
Da Bright Eyes hauptsächlich das Projekt von Conor Oberst ist, wechselt die Besetzung der Mitmusiker oft von Album zu Album. Allerdings sind Mike Mogis und Nate Walcott seit etwa 2005 zu Vollmitgliedern der Band geworden.
- Conor Oberst – Gesang, Gitarre, Klavier, Synthesizer
- Mike Mogis – Gitarre, Bass, Pedal Steel, Gesang, Lap Steel, Mandoline, Dobro, Perkussion, Vibraphon, 12-saitige Gitarre, Bariton, Ukulele, Glockenspiel
- Nate Walcott – Orgel, Klavier, Streicher Arrangement, E-Klavier, Orchester Arrangement, Holzbläser Arrangement

weitere beteiligte Musiker
| - M. Ward - Janet Weiss - Clark Baechle - Stacy DuPree - Sherri DuPree - Z Berg - Rachael Yamagata - Hassan Lemtouni - Suzie Katayama - Bill Meyers - Dan McCarthy | - Jason Boesel - Anton Patzner - Maria Taylor - Andy LeMaster - David Rawlings - Tim Luntzel - Gillian Welch - Ted Stevens - Sean Foley - John McEntire - Michael Zerang | - Jonathan Crawford - Dan Bitney - Dan Fliegel - David Moyer - Brian Walsh - Shane Aspegren - Sarah Wass - Myka Miller - Stefanie Drootin - Jake Bellows |